# Caius Marius (consul en -82)
Pour les articles homonymes, voir Caius Marius.
Caius Marius dit « le jeune » (110/108 - 82 av. J.-C.) est le fils de Caius Marius, sept fois consul de Rome, et mari de Julia, tante de Jules César. Il est donc le cousin germain du conquérant des Gaules.

## Biographie
Il eut Titus Pomponius Atticus comme camarade d'étude auprès de Quintus Mucius Scævola. En -88, lorsque Sylla le fit déclarer ennemi public avec son père Marius, Scaevola lui donna temporairement asile et Atticus l'aida à fuir en lui fournissant de l'argent.
Il participe à l'action politique violente de son père. Quand celui-ci s'impose comme consul avec Cinna le 1er janvier 86 av. J.-C., il tue de sa main un ancien tribun de la plèbe et envoie sa tête aux consuls. Lorsque son père décède le 13 janvier 86 av. J.-C., son collègue Cinna prit la relève et le contrôle de la faction des populares. 
Marius le Jeune se maria durant son consulat avec Mucia Tertia (future femme de Pompée).[réf. nécessaire]
En 83 av. J.-C., les deux proconsuls déchus par Marius, Sylla et Metellus, reviennent d'Orient et débarquent en Italie avec leur armée, prêts à reconquérir Rome. La guerre civile va reprendre. Cnaeus Papirius Carbo, chef des marianistes, s'adjuge le  consulat de 82 av. J.-C. en prenant comme collègue le jeune Caius Marius, qui n'a que vingt-six ans,,, soit avant l'âge légal pour le consulat (le résumé de Tite-Live affirme que Marius est nommé consul « avant vingt ans »), et sans avoir fait le cursus honorum. Ce choix politique se justifie par l'espoir de mobiliser grâce au nom prestigieux de Marius les vétérans de son père. Mais ce choix mécontente Sertorius, déjà très critique sur l'incapacité de son parti à s'organiser efficacement contre Sylla. Sertorius quitte donc l'Italie pour l'Espagne, privant son parti d'un commandant militaire compétent et de plusieurs légions. Des exécutions sommaires sont ordonnés par Marius et Carbo  pour prévenir d'autres défections : Caius Papirius Carbo, cousin du consul, Publius Antistius, ancien édile, Lucius Domitius Ahenobarbus, ancien consul, sont égorgés dans la Curie, Quintus Mucius Scævola est tué dans le temple de Vesta ; leurs cadavres sont traînés et jetés dans le Tibre,.
Marius le Jeune tente d'empêcher l'armée de Sylla de remonter vers Rome. Il engage la bataille à Sacriport,,. Le pseudo Aurelius Victor prétend que Marius, épuisé de fatigue, s'endormit pendant que son armée se battait. Il est vaincu lorsque cinq de ses cohortes et deux unités de cavalerie passent du côté de Sylla. Le reste de son armée est alors mis en déroute et tente de se réfugier dans Préneste, qui ferme ses portes à l'arrivée de l'armée de Sylla ; Marius parvient de justesse à se réfugier dans la ville grâce à des cordes lancées depuis les remparts, tandis que les soldats qui n'ont pu rentrer dans la cité sont massacrés au pied des remparts,. Pour continuer sa route vers Rome, Sylla organise le siège de Préneste, qu'il confie à Quintus Lucretius Ofella. Marius tente de rompre le blocus mais doit renoncer après plusieurs jours de combat, tandis qu'une armée de secours commandée par le Samnite Pontius Telesinus et le Lucanien Marcus Lamponius ne parvient pas à franchir les défilés qui mènent à Préneste. Début novembre, devant Rome même, Sylla remporte la Bataille de la porte Colline. Il fait achever Telesinus et porter sa tête au bout d'une pique autour des remparts de Préneste, afin de démoraliser les assiégés. Devenu maître de Rome, Sylla publie une liste de proscrits avec le nom de Marius le Jeune en tête de liste. Ne pouvant sortir de Préneste par les souterrains, tous gardés, et constatant sa situation sans espoir, Marius se suicide avec le jeune frère de Telesinus, ou se fait couper la gorge, sur sa demande, par un de ses esclaves. Sa tête est ensuite portée à Rome devant Sylla.